# 袁良
袁 良（えん りょう）は、中華民国の政治家。日本通の政治家の一人として知られた人物で、北平市長も務めた。字は文卿・文欽。

## 事跡
日本に留学し、早稲田大学を卒業した。帰国後は、奉天省で巡警局提調、昌図府全府警察総弁兼交渉員、交渉司総検事、交渉使代理、東三省軍械局総弁、東辺道沙河税務総弁などの各職を歴任する。その後、北京政府中央に召還され、大総統府秘書、国務院参議、中央農事試験場場長を歴任した。
1924年（民国13年）、袁良は黄郛内閣で秘書長に任ぜられる。翌年、全国水利局総裁兼揚子江水道討論委員会副会長に異動した。1928年（民国17年）3月、国民政府外交部第二司司長に任ぜられる。翌年、上海市政府秘書長となり、10月、上海市公安局局長となった。この頃までには、袁良は、殷汝耕・殷同・程克とともに、日本通の四巨頭と目されるようになっている。
1931年（民国20年）12月、江西省政府委員兼保安処処長に任命された。また、軍事委員会委員長南昌行営地方自衛処処長も兼ねている。1933年（民国22年）、行政院駐北平政務整理委員会委員長に任ぜられた黄郛に袁良も随従する。6月、北平市市長に任ぜられ、翌月、政務整理委員会委員も兼ねた。1935年（民国24年）11月、福建省政府主席となった陳儀の下に転じ、省政府顧問に任ぜられている。なお北平市長在任中には、陝西省の中国共産党（紅軍）を取材しようとしていたエドガー・スノーのために特別に通行証を発行し、スノーからその答礼として英国製双管猟銃を贈られたという。
1948年（民国37年）、中華民国経済部に属する紡績事業調節委員会が全国花紗布管理委員会に改組されると、袁良が主任委員に任命された。中華人民共和国建国後も大陸に留まり、1953年に死去。享年72。